# 外国で病気になったときあなたを救う本
『外国で病気になったときあなたを救う本』（がいこくでびょうきになったときあなたをすくうほん）は、櫻井健司による日本の実用書。1977年にジャパンタイムズから刊行された。

## 概要
外科、内科、小児科など診療科別に医者と患者の会話を収録した実用書で、海外生活において医療を受ける場面に対応した実用書としては草分けである。外国人患者の受け入れを行う医療関係者にも利用されている。
1977年8月に初版刊行以来の版歴は、1983年1月に第2版、1990年6月に第3版、1995年9月に第4版、2010年7月に第5版と改訂5版を重ねており、第3版以降、5年ごとの改訂が行われている。第5版からは「Part 5 痛みの表現集」のCDが添付されている。
同版元より、初版と相次いで類書の「五カ国語病気の訴え方ハンドブック」（ISBN 978-4-7890-0088-8）が出版されているが、こちらの改訂版は出版されていない。